# Associazione Sportiva Roma 1974-1975
Questa voce raccoglie le informazioni riguardanti l'Associazione Sportiva Roma nelle competizioni ufficiali della stagione 1974-1975.

## Stagione
Nel campionato 1974-1975 per il secondo anno Liedholm siede sulla panchina giallorossa. La squadra vince contro la Juventus e in entrambi i derby contro i Campioni d'Italia della Lazio. Dopo un inizio di campionato disastroso, con la squadra relegata in zona retrocessione, la compagine capitolina sa reagire brillantemente e conclude il campionato terza dietro al Napoli e la Juventus.

## Divise
Lo sponsor tecnico è Lacoste. La divisa primaria della Roma è costituita da maglia rossa bordata di giallo, pantaloncini bianchi e calzettoni rossi bordati di giallo. In trasferta la Lupa usa una maglia bianca bordata di giallorosso, pantaloncini bianchi e calzettoni bianchi bordati di giallorosso. I portieri hanno tre divise: la prima è formata da maglia verde bordata di giallorosso, pantaloncini neri e calzettoni rossi bordati di giallo, la seconda è costituita da maglia nera bordata di giallorosso, pantaloncini neri e calzettoni bianchi bordati di rosso, la terza da maglia grigia bordata di giallorosso abbinata agli stessi pantaloncini e calzettoni della verde.
| Casa | Trasferta | 1ª div. portiere | 2ª div. portiere | 3ª div. portiere |

## Organigramma societario
Di seguito l'organigramma societario.
Area direttiva
- Presidente: Gaetano Anzalone
- Segretario: Carlo Mupo

Area tecnica
- Allenatore: Nils Liedholm

Area sanitaria
- Medici sociali: Antonio Todaro
- Massaggiatori: Roberto Minaccioni, Antonio Fabbri

## Rosa
Di seguito la rosa.
| N. |                   | Ruolo | Calciatore         |
| -- | ----------------- | ----- | ------------------ |
|    | Italia (bandiera) | P     | Paolo Conti        |
|    | Italia (bandiera) | P     | Alberto Ginulfi    |
|    | Italia (bandiera) | P     | Massimo Meola      |
|    | Italia (bandiera) | P     | Francesco Quintini |
|    | Italia (bandiera) | D     | Alberto Batistoni  |
|    | Italia (bandiera) | D     | Claudio Cavalieri  |
|    | Italia (bandiera) | D     | Liborio Liguori    |
|    | Italia (bandiera) | D     | Franco Peccenini   |
|    | Italia (bandiera) | D     | Francesco Rocca    |
|    | Italia (bandiera) | D     | Fabrizio Salvatori |
|    | Italia (bandiera) | D     | Mauro Sandreani    |
|    | Italia (bandiera) | D     | Sergio Santarini   |
|    | Italia (bandiera) | C     | Fausto Alimenti    |
|    | Italia (bandiera) | C     | Guglielmo Bacci    |

| N. |                   | Ruolo | Calciatore             |
| -- | ----------------- | ----- | ---------------------- |
|    | Italia (bandiera) | C     | Bruno Conti            |
|    | Italia (bandiera) | C     | Franco Cordova         |
|    | Italia (bandiera) | C     | Agostino Di Bartolomei |
|    | Italia (bandiera) | C     | Giancarlo De Sisti     |
|    | Italia (bandiera) | C     | Giorgio Morini         |
|    | Italia (bandiera) | C     | Piergiorgio Negrisolo  |
|    | Italia (bandiera) | C     | Valerio Spadoni        |
|    | Italia (bandiera) | A     | Walter Casaroli        |
|    | Italia (bandiera) | A     | Emanuele Curcio        |
|    | Italia (bandiera) | A     | Angelo Orazi           |
|    | Italia (bandiera) | A     | Stefano Pellegrini     |
|    | Italia (bandiera) | A     | Domenico Penzo         |
|    | Italia (bandiera) | A     | Pierino Prati          |

## Calciomercato
Di seguito il calciomercato.
| Acquisti | Acquisti           | Acquisti   | Acquisti               |
| R.       | Nome               | da         | Modalità               |
| -------- | ------------------ | ---------- | ---------------------- |
| P        | Massimo Meola      | Biellese   | definitivo             |
| D        | Fabrizio Salvatori | Pergolese  | definitivo             |
| C        | Giancarlo De Sisti | Fiorentina | definitivo (400 mln £) |
| A        | Emanuele Curcio    | Messina    | definitivo             |
| A        | Domenico Penzo     | Romulea    | definitivo             |
| A        | Stefano Pellegrini | Avellino   | fine prestito          |

| Cessioni | Cessioni           | Cessioni   | Cessioni   |
| R.       | Nome               | a          | Modalità   |
| -------- | ------------------ | ---------- | ---------- |
| D        | Giovanni Bertini   | Taranto    | definitivo |
| D        | Claudio Ranieri    | Catanzaro  | definitivo |
| D        | Roberto Vichi      | Catanzaro  | definitivo |
| C        | Angelo Domenghini  | Verona     | definitivo |
| C        | Renato Cappellini  | Fiorentina | definitivo |
| A        | Alberto Reif       | Mestrina   | definitivo |
| A        | Franco Selvaggi    | Ternana    | definitivo |
| A        | Stefano Pellegrini | Barletta   | prestito   |

## Risultati

### Serie A

#### Girone di andata
| Arbitro: | Ciacci (Firenze) |

|                      |           |  |
| P. Pulici 51’ (rig.) | Marcatori |  |

| Roma 13 ottobre 1974, ore 15:00 2ª giornata | Roma                | 0 – 0 referto | Napoli | Stadio Olimpico di Roma (circa 80.000 spett.)\| Arbitro: \| Panzino (Catanzaro) \| |
| Arbitro:                                    | Panzino (Catanzaro) |               |        |                                                                                    |

| Arbitro: | Casarin (Milano) |

|                       |           |  |
| G. Savoldi 43’ (rig.) | Marcatori |  |

| Arbitro: | Menicucci (Firenze) |

|  |           |                |
|  | Marcatori | 85’ E. Calloni |

| Varese 3 novembre 1974, ore 14:30 5ª giornata | Varese                       | 0 – 0 referto | Roma | Stadio Franco Ossola (circa 10.000 spett.)\| Arbitro: \| Agnolin (Bassano del Grappa) \| |
| Arbitro:                                      | Agnolin (Bassano del Grappa) |               |      |                                                                                          |

| Arbitro: | Lazzaroni (Milano) |

|           |           |  |
| Prati 17’ | Marcatori |  |

| Arbitro: | Trinchieri (Reggio Emilia) |

|                    |           |  |
| Damiani 58’ (rig.) | Marcatori |  |

| Arbitro: | Agnolin (Bassano del Grappa) |

|              |           |  |
| De Sisti 35’ | Marcatori |  |

| Arbitro: | Reggiani (Bologna) |

|             |           |                            |
| S. Gori 56’ | Marcatori | 22’ G. Morini 85’ De Sisti |

| Arbitro: | Picasso (Chiavari) |

|           |           |  |
| Penzo 68’ | Marcatori |  |

| Arbitro: | Trono (Torino) |

|                |           |  |
| Prati 38’, 87’ | Marcatori |  |

| Arbitro: | Gialluisi (Barletta) |

|  |           |                 |
|  | Marcatori | 30’, 82’ Curcio |

| Arbitro: | Trinchieri (Reggio Emilia) |

|           |           |  |
| Prati 76’ | Marcatori |  |

| Arbitro: | Reggiani (Bologna) |

|                                    |           |                       |
| De Sisti 23’ (aut.) C. Petrini 56’ | Marcatori | 8’ Prati 50’ De Sisti |

| Arbitro: | Picasso (Chiavari) |

|           |           |  |
| Prati 10’ | Marcatori |  |

#### Girone di ritorno
| Arbitro: | Lazzaroni (Milano) |

|  |           |             |
|  | Marcatori | 32’ C. Sala |

| Arbitro: | Menicucci (Firenze) |

|                          |           |  |
| Rampanti 12’ Braglia 70’ | Marcatori |  |

| Arbitro: | Gussoni (Tradate) |

|                |           |            |
| Prati 31’, 59’ | Marcatori | 67’ Ghetti |

| Arbitro: | Agnolin (Bassano del Grappa) |

|               |           |           |
| Batistoni 35’ | Marcatori | 36’ Prati |

| Arbitro: | Prati (Parma) |

|           |           |  |
| Prati 62’ | Marcatori |  |

| Ascoli Piceno 9 marzo 1975, ore 15:00 21ª giornata | Ascoli              | 0 – 0 referto | Roma | Stadio Cino e Lillo Del Duca (circa 25.000 spett.)\| Arbitro: \| Panzino (Catanzaro) \| |
| Arbitro:                                           | Panzino (Catanzaro) |               |      |                                                                                         |

| Arbitro: | Casarin (Milano) |

|                      |           |  |
| F. Morini 73’ (aut.) | Marcatori |  |

| Arbitro: | Agnolin (Bassano del Grappa) |

|  |           |           |
|  | Marcatori | 75’ Prati |

| Arbitro: | Trinchieri (Reggio Emilia) |

|             |           |             |
| Spadoni 21’ | Marcatori | 75’ S. Gori |

| Firenze 6 aprile 1975, ore 15:30 25ª giornata | Fiorentina       | 0 – 0 referto | Roma | Stadio Comunale (circa 35.000 spett.)\| Arbitro: \| Gonella (Torino) \| |
| Arbitro:                                      | Gonella (Torino) |               |      |                                                                         |

| Cesena 13 aprile 1975, ore 15:30 26ª giornata | Cesena               | 0 – 0 referto | Roma | Stadio La Fiorita (15.116 spett.)\| Arbitro: \| Gialluisi (Barletta) \| |
| Arbitro:                                      | Gialluisi (Barletta) |               |      |                                                                         |

| Arbitro: | Prati (Parma) |

|               |           |  |
| Negrisolo 17’ | Marcatori |  |

| Genova 4 maggio 1975, ore 16:00 28ª giornata | Sampdoria           | 0 – 0 referto | Roma | Stadio Luigi Ferraris (circa 20.000 spett.)\| Arbitro: \| Panzino (Catanzaro) \| |
| Arbitro:                                     | Panzino (Catanzaro) |               |      |                                                                                  |

| Arbitro: | Lazzaroni (Milano) |

|                                         |           |                              |
| Prati 10’, 60’, 85’ (rig.) De Sisti 48’ | Marcatori | 15’ C. Petrini 83’ Garritano |

| Arbitro: | Pieri (Genova) |

|  |           |                           |
|  | Marcatori | 5’ G. Morini 48’ De Sisti |

### Coppa Italia

#### Primo turno - Gruppo 5
| Arbitro: | Moretto (San Donà di Piave) |

|                                           |           |                                     |
| Cordova 3’, 86’ G. Morini 17’ Spadoni 26’ | Marcatori | 27’ (rig.), 55’ Nobili 71’ Zucchini |

| 1º settembre 1974 2ª giornata |  | – |  |  |

| Arbitro: | Michelotti (Parma) |

|  |           |                                               |
|  | Marcatori | 21’ (aut.) Mosti 49’ Prati 74’ (aut.) Gregori |

| Arbitro: | Gialluisi (Barletta) |

|                                     |           |  |
| Cordova 25’ G. Morini 29’ Prati 80’ | Marcatori |  |

| Arbitro: | Picasso (Chiavari) |

|  |           |           |
|  | Marcatori | 61’ Prati |

#### Secondo turno - Girone A
| Arbitro: | Michelotti (Parma) |

|                                              |           |  |
| F. Graziani 11’ P. Pulici 20’ Zaccarelli 67’ | Marcatori |  |

| Roma 29 maggio 1975, ore 21:00 2ª giornata | Roma              | 0 – 0 referto | Napoli | Stadio Olimpico di Roma\| Arbitro: \| Gussoni (Tradate) \| |
| Arbitro:                                   | Gussoni (Tradate) |               |        |                                                            |

| Arbitro: | Prati (Parma) |

|                        |           |           |
| Antognoni 49’ Rosi 79’ | Marcatori | 75’ Prati |

| Roma 15 giugno 1975, ore 21:00 4ª giornata | Roma                 | 0 – 0 referto | Torino | Stadio Olimpico di Roma\| Arbitro: \| Gialluisi (Barletta) \| |
| Arbitro:                                   | Gialluisi (Barletta) |               |        |                                                               |

| Arbitro: | Vannucchi (Bologna) |

|  |           |                |
|  | Marcatori | 26’, 84’ Prati |

| Arbitro: | Casarin (milano) |

|                       |           |                         |
| Prati 19’, 65’ (rig.) | Marcatori | 5’, 35’ (rig.) Desolati |

## Statistiche

### Statistiche di squadra
Di seguito le statistiche di squadra.
| Competizione | Punti | In casa | In casa | In casa | In casa | In casa | In casa | In trasferta | In trasferta | In trasferta | In trasferta | In trasferta | In trasferta | Totale | Totale | Totale | Totale | Totale | Totale | DR  |
| Competizione | Punti | G       | V       | N       | P       | Gf      | Gs      | G            | V            | N            | P            | Gf           | Gs           | G      | V      | N      | P      | Gf     | Gs     | DR  |
| ------------ | ----- | ------- | ------- | ------- | ------- | ------- | ------- | ------------ | ------------ | ------------ | ------------ | ------------ | ------------ | ------ | ------ | ------ | ------ | ------ | ------ | --- |
| Serie A      | 39    | 15      | 11      | 2       | 2       | 17      | 6       | 15           | 4            | 7            | 4            | 10           | 9            | 30     | 15     | 9      | 6      | 27     | 15     | +12 |
| Coppa Italia |       | 5       | 2       | 3       | 0       | 9       | 5       | 5            | 3            | 0            | 2            | 7            | 5            | 10     | 5      | 3      | 2      | 16     | 10     | +6  |
| Totale       | -     | 20      | 13      | 5       | 2       | 26      | 11      | 20           | 7            | 7            | 6            | 17           | 14           | 40     | 20     | 12     | 8      | 43     | 25     | +18 |

### Andamento in campionato
| Giornata  | 1  | 2  | 3  | 4  | 5  | 6  | 7  | 8 | 9 | 10 | 11 | 12 | 13 | 14 | 15 | 16 | 17 | 18 | 19 | 20 | 21 | 22 | 23 | 24 | 25 | 26 | 27 | 28 | 29 | 30 |
| --------- | -- | -- | -- | -- | -- | -- | -- | - | - | -- | -- | -- | -- | -- | -- | -- | -- | -- | -- | -- | -- | -- | -- | -- | -- | -- | -- | -- | -- | -- |
| Luogo     | T  | C  | T  | C  | T  | C  | T  | C | T | C  | C  | T  | C  | T  | C  | C  | T  | C  | T  | C  | T  | C  | T  | C  | T  | T  | C  | T  | C  | T  |
| Risultato | P  | N  | P  | P  | N  | V  | P  | V | V | V  | V  | V  | V  | N  | V  | P  | P  | V  | N  | V  | N  | V  | V  | N  | N  | N  | V  | N  | V  | V  |
| Posizione | 11 | 11 | 14 | 15 | 15 | 11 | 14 | 9 | 9 | 9  | 7  | 4  | 3  | 3  | 3  | 5  | 8  | 5  | 5  | 5  | 5  | 4  | 3  | 3  | 3  | 3  | 3  | 3  | 3  | 3  |

Legenda:

Luogo: C = Casa; T = Trasferta. Risultato: V = Vittoria; N = Pareggio; P = Sconfitta.

### Statistiche dei giocatori
Desunte dai tabellini del Corriere dello Sport, de La Stampa e de L'Unità.
| Giocatore        | Serie A  | Serie A | Coppa Italia | Coppa Italia | Totale   | Totale |
| Giocatore        | Presenze | Reti    | Presenze     | Reti         | Presenze | Reti   |
| ---------------- | -------- | ------- | ------------ | ------------ | -------- | ------ |
| P. Conti         | 30       | -15     | 5            | -6           | 35       | -21    |
| A. Ginulfi       | 0        | -0      | 5            | -4           | 5        | -4     |
| M. Meola         | 0        | -0      | 0            | -0           | 0        | -0     |
| F. Quintini      | 0        | -0      | 0            | -0           | 0        | -0     |
| A. Batistoni     | 23       | 0       | 4            | 0            | 27       | 0      |
| C. Cavalieri     | 2        | 0       | 4            | 0            | 6        | 0      |
| L. Liguori       | 5        | 0       | 5            | 0            | 10       | 0      |
| F. Peccenini     | 22       | 0       | 6            | 0            | 28       | 0      |
| F. Rocca         | 29       | 0       | 10           | 0            | 39       | 0      |
| F. Salvatori     | 0        | 0       | 0            | 0            | 0        | 0      |
| M. Sandreani     | 1        | 0       | 3            | 0            | 4        | 0      |
| S. Santarini     | 29       | 0       | 7            | 0            | 36       | 0      |
| F. Alimenti      | 0        | 0       | 0            | 0            | 0        | 0      |
| G. Bacci         | 0        | 0       | 1            | 0            | 1        | 0      |
| B. Conti         | 3        | 0       | 3            | 0            | 6        | 0      |
| F. Cordova       | 27       | 0       | 9            | 3            | 36       | 3      |
| A. Di Bartolomei | 13       | 0       | 2            | 0            | 15       | 0      |
| G. De Sisti      | 29       | 5       | 10           | 0            | 39       | 5      |
| G. Morini        | 29       | 2       | 8            | 2            | 37       | 4      |
| P. Negrisolo     | 28       | 1       | 7            | 0            | 35       | 1      |
| V. Spadoni       | 12       | 1       | 10           | 1            | 22       | 2      |
| W. Casaroli      | 0        | 0       | 1            | 0            | 1        | 0      |
| E. Curcio        | 15       | 2       | 3            | 0            | 18       | 2      |
| A. Orazi         | 7        | 0       | 0            | 0            | 7        | 0      |
| S. Pellegrini    | 0        | 0       | 0            | 0            | 0        | 0      |
| D. Penzo         | 19       | 1       | 4            | 0            | 23       | 1      |
| P. Prati         | 29       | 14      | 10           | 8            | 39       | 22     |

## Giovanili

### Piazzamenti
- Primavera:
  - Campionato Primavera
  - Coppa Italia Primavera: Vincitore

### Videografia
- Manuela Romano (a cura di), La storia della A.S. Roma (10 DVD-Video), Corriere dello Sport, Rai Trade, 2006.